# Budníček iberský
Budníček iberský (Phylloscopus ibericus) je malým druhem pěvce z čeledi budníčkovitých (phylloscopidae). Do nedávné doby byl považován za pouhý poddruh budníčka menšího (Phylloscopus collybita), v současnosti je jeho samostatnost široce uznávána.

## Rozšíření
Hnízdí na jihu, západu a severu Pyrenejského poloostrova, okrajově také v jihozápadním cípu Francie, zaletuje výjimečně i mimo svůj areál; jednou byl zaznamenán také na území ČR.